# Champlive
Champlive ist eine französische Gemeinde mit 250 Einwohnern (Stand: 1. Januar 2022) im Département Doubs in der Region Bourgogne-Franche-Comté.

## Geographie
Champlive liegt auf 391 m, etwa 17 Kilometer ostnordöstlich der Stadt Besançon (Luftlinie). Das Dorf erstreckt sich im Jura, auf dem sogenannten ersten Plateau, einem breiten Becken am Südfuß der Jura-Randkette (Côte de Vaite), an einem Zufluss des Gour.
Die Fläche des 8,20 km² großen Gemeindegebiets umfasst einen Abschnitt des französischen Juras. Der Hauptteil des Gebietes wird vom breiten ersten Juraplateau eingenommen, das durchschnittlich auf 400 m liegt. Es bildet ein weites Becken ohne oberirdischen Abfluss. Südwestlich des Dorfes befindet sich die Versickerungsstelle des Ruisseau du Gour, der auch von einer Quelle bei Champlive gespeist wird. Nach langanhaltenden Niederschlägen oder Schneeschmelze vermag das Schluckloch nicht genügend Wasser aufzunehmen, so dass auf dem Plateau ein See aufgestaut wird. Im Bereich von Champlive ist das Plateau überwiegend von Acker- und Wiesland bestanden. Im Süden reicht der Gemeindeboden in das Waldgebiet des Bois de Vuillorbe. 
Nach Norden erstreckt sich das Gemeindeareal auf den langgezogenen, bewaldeten Höhenrücken der Jura-Randkette (Côte de Vaite und Bois de la Côte). Dieser Kamm, der beim Château de Vaite eine Einsattelung aufweist und sehr schmal ist, trennt das Plateau vom nördlich angrenzenden Doubstal. Auf diesem Rücken wird mit 584 m die höchste Erhebung von Champlive erreicht. Der Kamm fällt mit Felswänden steil zum Doubstal hin ab. Ganz im Norden reicht das Gebiet bis an den Flusslauf des Doubs hinunter.
Nachbargemeinden von Champlive sind Laissey und Ougney-Douvot im Norden, Dammartin-les-Templiers im Osten, Glamondans und Bouclans im Süden sowie Osse und Deluz im Westen.

## Geschichte
Erstmals urkundlich erwähnt wird Champlive im Jahr 1305 unter dem Namen Chanlive. Das Château de Vaite wurde vermutlich im frühen 13. Jahrhundert erbaut und gehörte danach den Herren von Montfaucon, später dem Haus Chalon, bevor es 1480 von Truppen des Königs Ludwig XI. zerstört wurde. Nach dem Wiederaufbau wurde es 1522 der Herrschaft Bouclans angegliedert. Champlive wurde im Dreißigjährigen Krieg verwüstet. Zusammen mit der Franche-Comté gelangte das Dorf mit dem Frieden von Nimwegen 1678 an Frankreich.

## Sehenswürdigkeiten

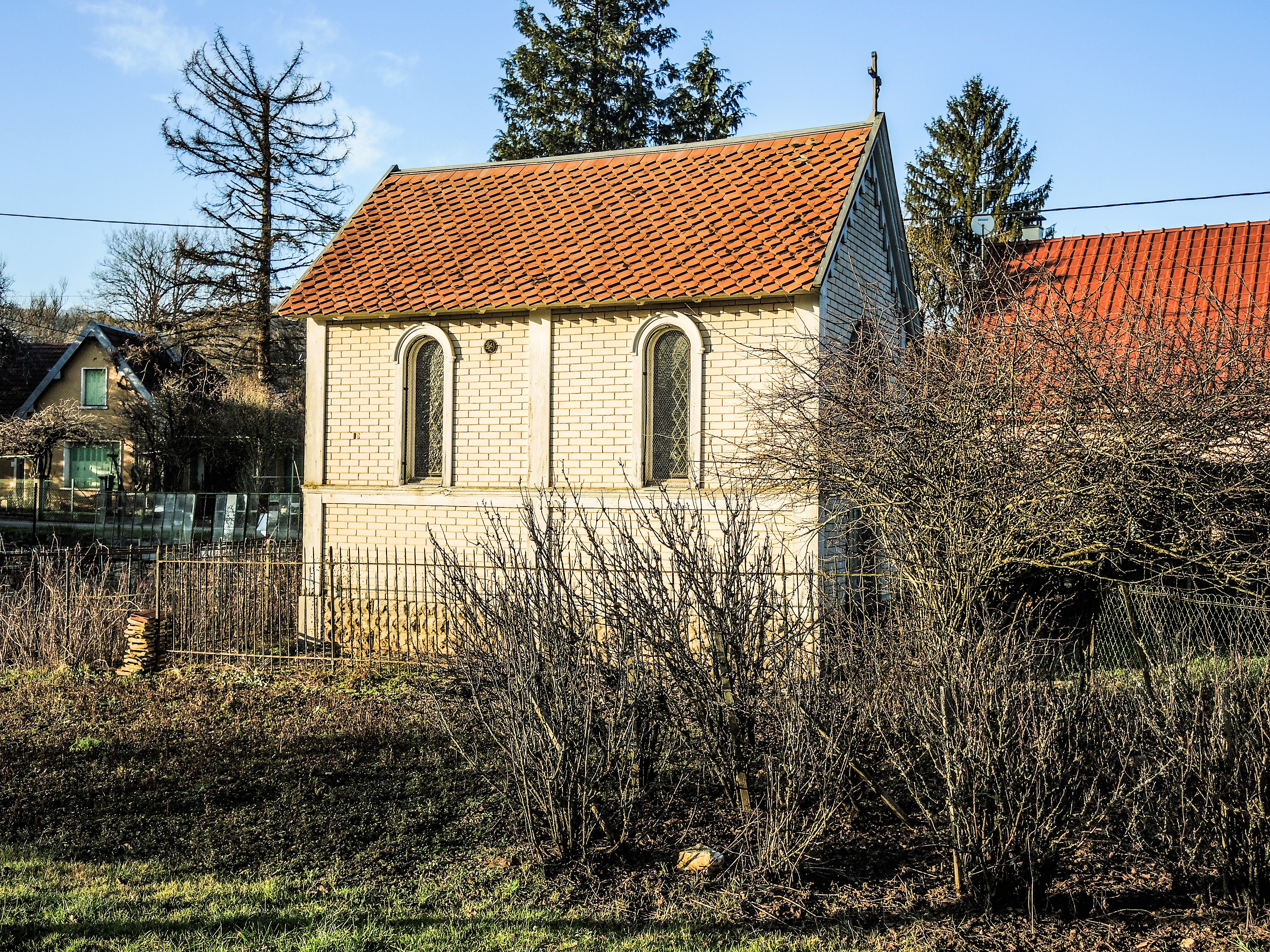
Kapelle in Champlive

Die Kapelle von Champlive wurde 1643 erbaut. Vom Château de Vaite, das 1793 auf obrigkeitlichen Befehl hin abgerissen wurde, weil man befürchtete, dass es ein Zufluchtsort von Räubern würde, sind Ruinen des viereckigen mittelalterlichen Bergfrieds erhalten. Eine weitere Sehenswürdigkeit ist der bzw. die Tunnel auf der Straße nach Laissey

## Bevölkerung
| Jahr                       | 1962 | 1968 | 1975 | 1982 | 1990 | 1999 | 2005 | 2018 |
| Einwohner                  | 141  | 122  | 127  | 168  | 192  | 238  | 267  | 247  |
| Quellen: Cassini und INSEE |      |      |      |      |      |      |      |      |

Mit 250 Einwohnern (Stand 1. Januar 2022) gehört Champlive zu den kleinen Gemeinden des Départements Doubs. Nachdem die Einwohnerzahl in der ersten Hälfte des 20. Jahrhunderts deutlich abgenommen hatte (1881 wurden noch 211 Personen gezählt), wurde seit Mitte der 1970er Jahre wieder ein markantes Bevölkerungswachstum verzeichnet.

## Wirtschaft und Infrastruktur
Champlive war bis weit ins 20. Jahrhundert hinein ein vorwiegend durch die Landwirtschaft (Ackerbau, Obstbau und Viehzucht) und die Forstwirtschaft geprägtes Dorf. Daneben gibt es heute einige Betriebe des lokalen Kleingewerbes. Mittlerweile hat sich das Dorf auch zu einer Wohngemeinde gewandelt. Viele Erwerbstätige sind Wegpendler, die in der Agglomeration Besançon ihrer Arbeit nachgehen.
Die Ortschaft liegt abseits der größeren Durchgangsstraßen an einer Departementsstraße, die von Roulans nach Gonsans führt. Weitere Straßenverbindungen bestehen mit Dammartin-les-Templiers, Bouclans und Nancray.